# Clough Williams-Ellis
Pour les articles homonymes, voir Williams et Ellis.
Sir Clough Williams-Ellis est un architecte britannique, né le 28 mai 1883 à Gayton (Northamptonshire) et mort le 9 avril 1978.
Il est le créateur du village de Portmeirion, dans le Pays de Galles, exceptionnel ensemble de bâtiments, palais, folies et cottages, où fut tournée la série télévisée Le Prisonnier avec Patrick McGoohan. En fondant le mythique « Village », cet ancien étudiant en mathématiques a su intéresser d'illustres visiteurs, depuis la famille royale jusqu'à Frank Lloyd Wright, au renouveau des Parcs nationaux en Grande-Bretagne.

## Les débuts

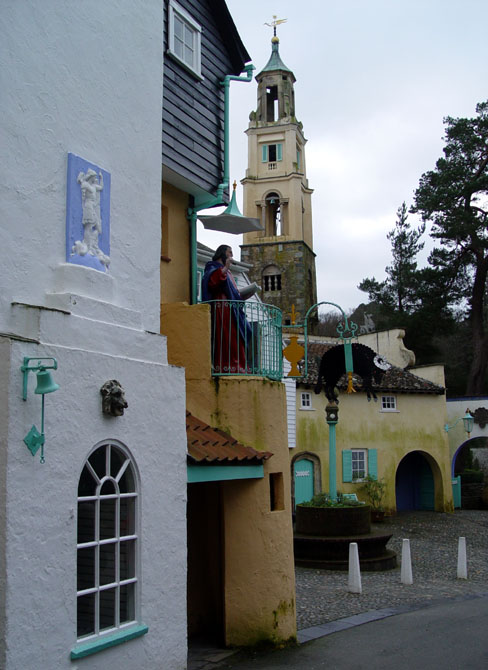
Portmeirion

Bertram Clough Williams-Ellis est né en 1883 à Gayton, dans le Northamptonshire. Mais sa famille regagne quatre ans plus tard le Pays de Galles, d'où son père est originaire.
Après des études de mathématiques au Trinity College de l'université de Cambridge, il abandonne très tôt la voie scientifique, sans passer son diplôme, et s'inscrit dès 1903 à l'Architectural Association de Londres, fondée au XIXe siècle pour accueillir les architectes indépendants. Il travaille plusieurs mois chez un confrère puis ouvre son propre cabinet à Londres, à l'âge de vingt-deux ans.
En 1908, il hérite de son père un manoir à la campagne, Plas Brondanw, dans le Merionethshire (Pays de Galles). Il passera le reste de sa vie à l'embellir et à le restaurer, en adjoignant notamment à l'extrémité du domaine une folie en forme de château médiéval. Les aménagements imaginés par Williams-Ellis offrent certaines similitudes avec ce que deviendra plus tard Portmeirion. La folie servira de décor à deux téléfilms de science-fiction et au film de Mark Robson, L'Auberge du sixième bonheur avec Ingrid Bergman, en 1958.
Au lendemain de son mariage avec la romancière Anabel Strachey, en 1915, il doit partir sous les drapeaux. Il sert dans les Welsh Guards durant la Première Guerre mondiale, en France et en Flandre, où il se voit décerner la Military Cross.

## L'entre-deux-guerres
Dès son retour du front, il reprend son métier d'architecte avec surtout la construction de mémoriaux dans un premier temps, puis, à partir de 1925, il commence la réalisation de son chef-d'œuvre, Portmeirion, situé dans le parc national de Snowdonia, dans le nord-ouest du Pays de Galles. Pour donner leur forme définitive aux dizaines d'édifices de ce « village idéal » de style italianisant, les travaux dureront un demi-siècle, jusqu'en 1975. Comme à Plas Brondanw, Williams-Ellis y fait œuvre de paysagiste en même temps que d'architecte.
La célébrité venant, Williams-Ellis effectue différentes réalisations à Stowe, dans le Buckinghamshire ; des ensembles de cottages à Cornwell, Oxfordshire ; Tattenhall, Cheshire ; Cushendun dans le Comté d'Irlande en Irlande du Nord, rénove Oare House. En tout, il conçoit des dizaines, voire des centaines de bâtiments en Angleterre, au Pays de Galles, en Écosse, en Irlande, aux Pays-Bas, en France (le Pavillon britannique de l'Exposition de 1925), en Afrique du Sud ou en Chine, entre autres à Shanghai.
Très proche du Bloomsbury Group et notamment du critique d'art Roger Fry, chez qui il séjourne fréquemment, Williams-Ellis se trouve à l'épicentre d'un mouvement intellectuel et esthétique où ses amis se nomment Lytton Strachey, Augustus John et Virginia Woolf.

## L'après-guerre

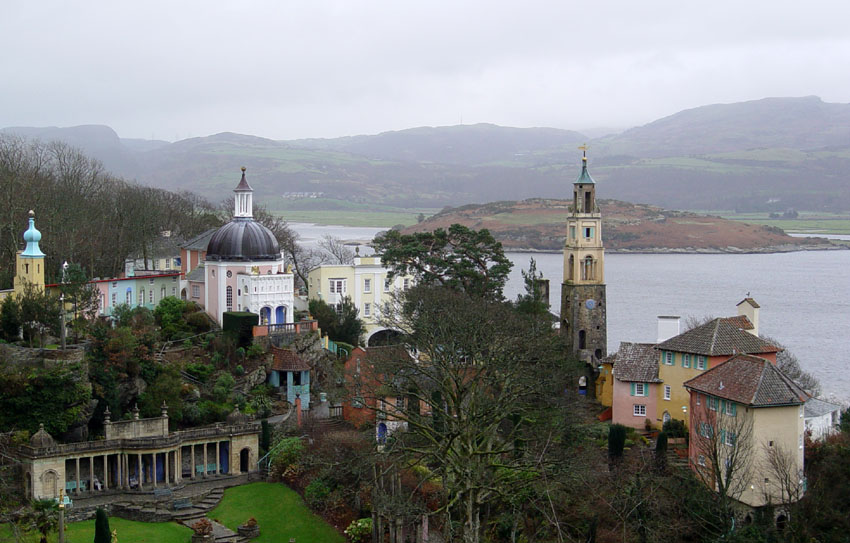
Portmeirion

Membre de plusieurs commissions gouvernementales portant sur la conception et la conservation du patrimoine architectural, Clough Williams-Ellis participe à la création des British National Parks après 1945. Grâce à ses nombreux articles et à ses multiples interventions dans les médias, notamment à la radio, il contribue à attirer l'attention du public sur les questions liées à la préservation de la nature et à la restauration des sites historiques. Un illustre Gallois d'origine, l'architecte Américain Frank Lloyd Wright, vient visiter Portmeirion en 1956 ; c'est d'ailleurs sa seule visite en Grande-Bretagne. Le dramaturge Noel Coward s'y installe le temps d'écrire une pièce. La famille royale, en particulier la reine mère, se rend également sur place. C'est toutefois le tournage de la série télévisée Le Prisonnier à partir de 1967 qui apporte une renommée internationale à ce lieu.
En 1971, la reine Élisabeth II anoblit Clough Williams-Ellis pour « services rendus à l'architecture et à l'environnement ».
Son fils Christopher (1923-1944) étant mort pendant la Seconde Guerre mondiale à la bataille du mont Cassin, où il combattait parmi les Welsh Guards tout comme Williams-Ellis vingt-cinq ans plus tôt, c'est sa fille aînée, Susan (1918-2007), qui gère le domaine de Portmeirion en compagnie de son mari, Euan Cooper-Willis, à partir de 1948. Tous deux ont donné le nom de « Portmeirion Pottery » à une société qu'ils ont créée en 1961 et qui fabrique encore aujourd'hui de la vaisselle en faïence et en porcelaine aux motifs inspirés des gravures de botanique du XVIIIe siècle.

## Écrits
- Portmeirion : it's what? when? why? and how variously answered (en collaboration avec James Morris et Lewis Mumford, avec des photographies de Edwin Smith et Bruno De Hamel), D. J. Clark, Glasgow, 1972, 47 p.